# Saint-Rémy-lès-Chevreuse

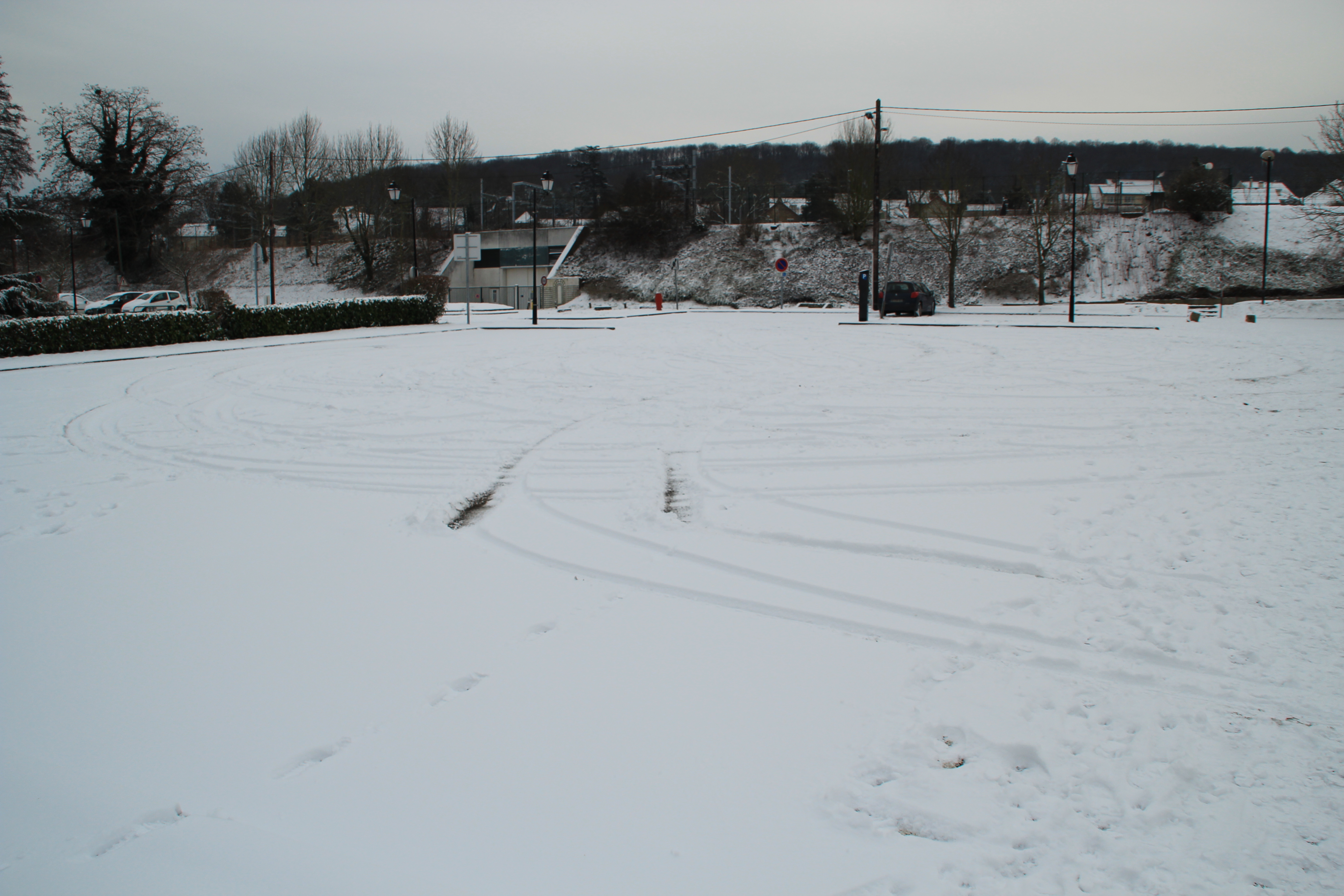

Saint-Rémy-lès-Chevreuse is een gemeente in het Franse departement Yvelines (regio Île-de-France) en telt 7651 inwoners (1999). De plaats maakt deel uit van het arrondissement Rambouillet.

## Geografie
De oppervlakte van Saint-Rémy-lès-Chevreuse bedraagt 9,7 km², de bevolkingsdichtheid is 788,8 inwoners per km².
De onderstaande kaart toont de ligging van Saint-Rémy-lès-Chevreuse met de belangrijkste infrastructuur en aangrenzende gemeenten.

## Demografie
Onderstaande figuur toont het verloop van het inwonertal (bron: INSEE-tellingen).

## Vervoer
Saint-Rémy-lès-Chevreuse is een eindstation van RER B.